# (1960) Guisan
(1960) Guisan ist ein Asteroid des Hauptgürtels, der am 25. Oktober 1973 vom Schweizer Astronomen Paul Wild, vom Observatorium Zimmerwald der Universität Bern aus, entdeckt wurde.
Benannt ist der Asteroid nach Henri Guisan (1874–1960), dem Oberbefehlshaber der Schweizer Armee im Zweiten Weltkrieg. 